# OneWebDay
OneWebDayとは、毎年9月22日に設定されている記念日であり、インターネット上での生活についての記念日である。これは元ICANN理事であるスーザン・P・クラウフォードが提唱し、2006年に開始された。
提唱者に対するインタビューによると、OneWebDayはインターネットの未来を考える人を育成し、目に見えるようにすることを目的としている。

## 概要
2006年に開始され、同年には現実の複数都市だけではなく、Second Life上においてもセレモニーが行われた。
スタッフであるNathaniel Jamesは、Huffpost上において、OneWebDayはアースデイを基にしているため、これを「新しい『アースデイ』」とし、Wikipediaに寄稿したり、OneWebDay公式サイトにストーリーを投稿することによって、よりインターネット中立性などの、インターネットが公共的であり続けるための議論について、考えることを行ってほしいと述べている。